# 杯渡路

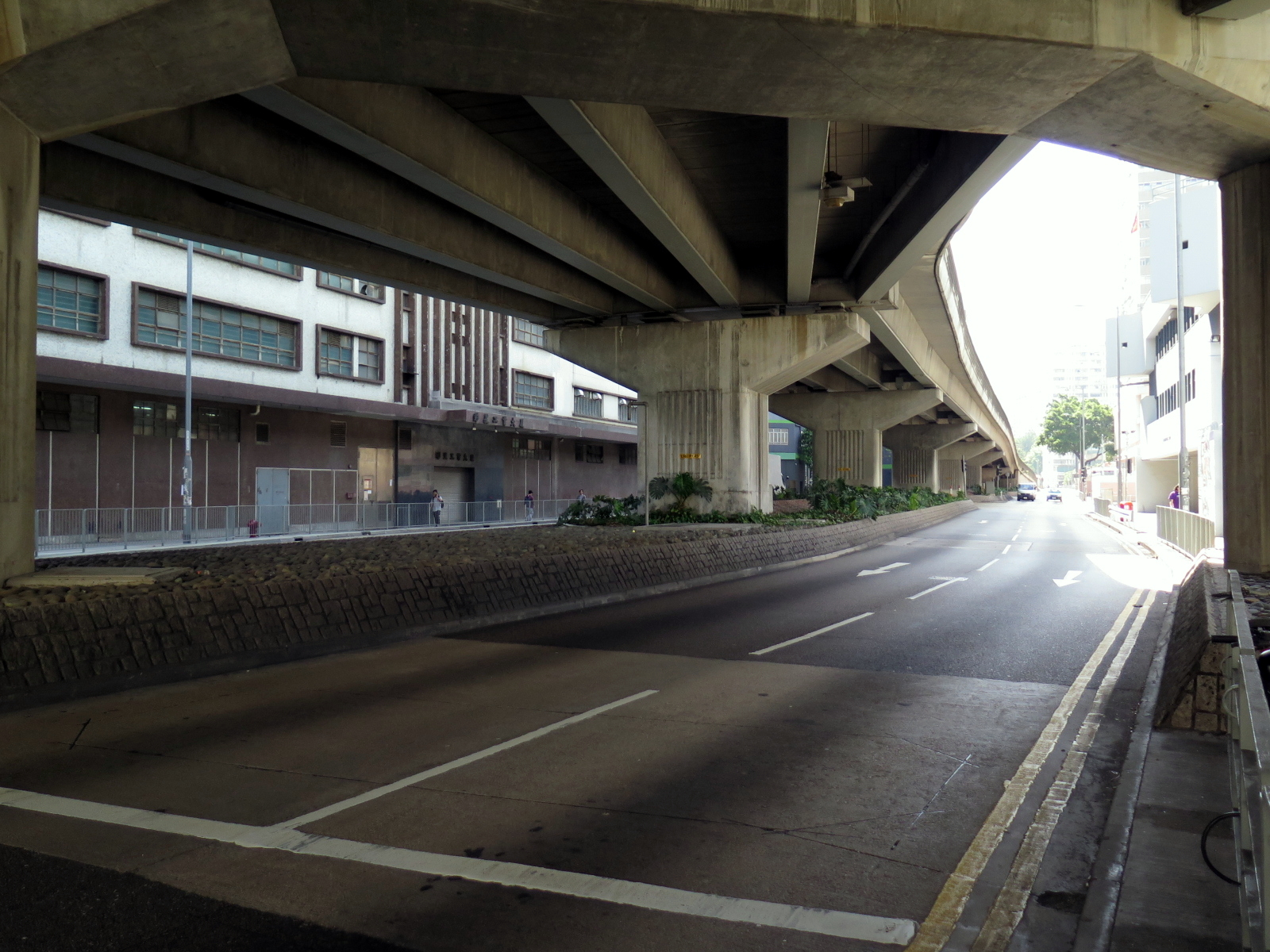
輕鐵架空天橋下的杯渡路

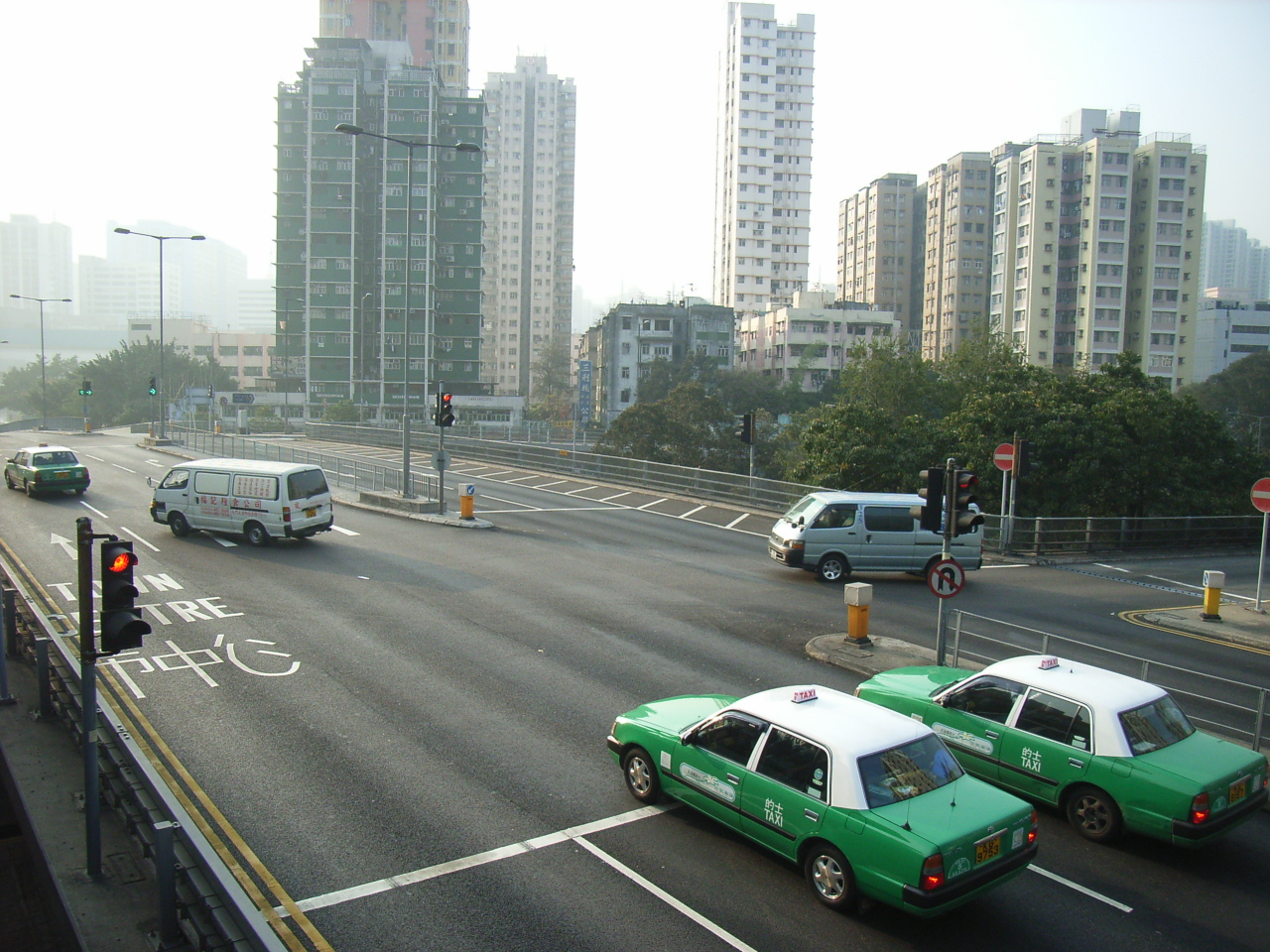
杯渡路的東段有兩條行車天橋在其上，一條是輕鐵杯渡站的所在地，另一條是6線雙向行車的道路，如圖示

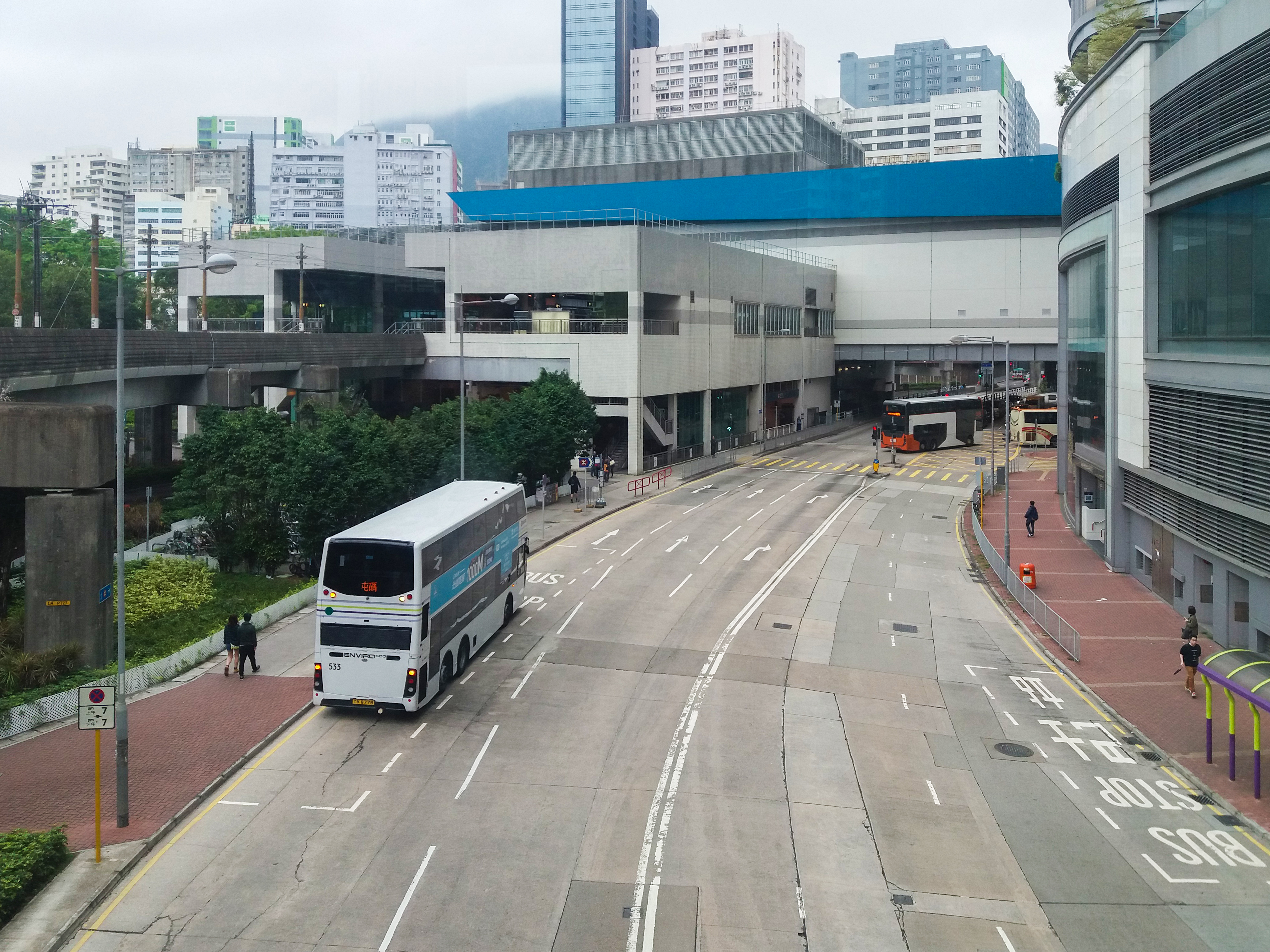
由屯門V City行人天橋望杯渡路

杯渡路（英語：Pui To Road），是香港新界屯門區的道路，中途與屯門河及屯馬綫屯門站成十字交架。杯渡路全長1公里，東端與青山公路相接，西端與楊小坑錦簇花園附近的青雲路及鳴琴路垂直交接。
杯渡路以南北朝時期在屯門居住的杯渡禪師命名。

## 特色
杯渡路由東至西貫穿整個屯門新市鎮中部，是橫跨屯門河的少數幾條道路之一。屯門河以東段是住宅及商業區（南面為屯門市中心，北面為屯門新墟）；屯門河以西段是工業廠廈區。屯門區很多重要公共設施都位於杯渡路之上，包括屯門公園、屯門警署、屯門消防局等。此外東端也是麥理浩徑終點。
杯渡路南休憩花園內常有市民組織的曲藝團體唱歌跳舞，被稱為「街坊樂團」，但近年因噪音問題曾數次被康文署阻止表演。此外，康文署曾於2008北京奧運前在公園種植10至15株喬木及2,000株權木，以美化環境。
有政黨曾建議設立河濱走廊美化屯門河。其中一條走廊由杯渡路伸延至皇珠路，以天后和中國傳統故事人物為主題。

## 途經

### 街道
- 屯門公路
- 屯門鄉事會路
- 河傍街
- 天后路
- 震寰路
- 建泰街
- 洪祥路
- 建發街

### 建築物
屯門河以東
- 屯門公園
- 輕鐵杯渡站
- 瓏門
- V City
- 錦華花園/錦薈坊
- 青山天主教小學
- 屯門市廣場第2、3期

屯門河上
- 港鐵屯門站
- 輕鐵屯門站

屯門河以西
- 屯門分區警署
- 屯門消防局
- 彩星工業大廈
- 田氏廣場
- 億兆工業大廈
- 恆威工業中心
- 特色遠東
- 屯門工業中心
- 輕鐵建安站

## 相關
- 杯渡禪師
- 杯渡山
- 杯渡庵

## 外部連結
- 屯門杯渡路地圖 （页面存档备份，存于）